# Biblioteca Huntington
La Biblioteca Huntington es una institución educativa y de investigación establecida por Henry Huntington en San Marino, California, Estados Unidos. Además de la biblioteca, el sitio posee una colección de arte rica en retratos ingleses y muebles franceses del siglo XVIII, además de jardines botánicos, los cuales tienen la mayor colección de cycadopsidas en América del Norte.

## Biblioteca y colección de arte

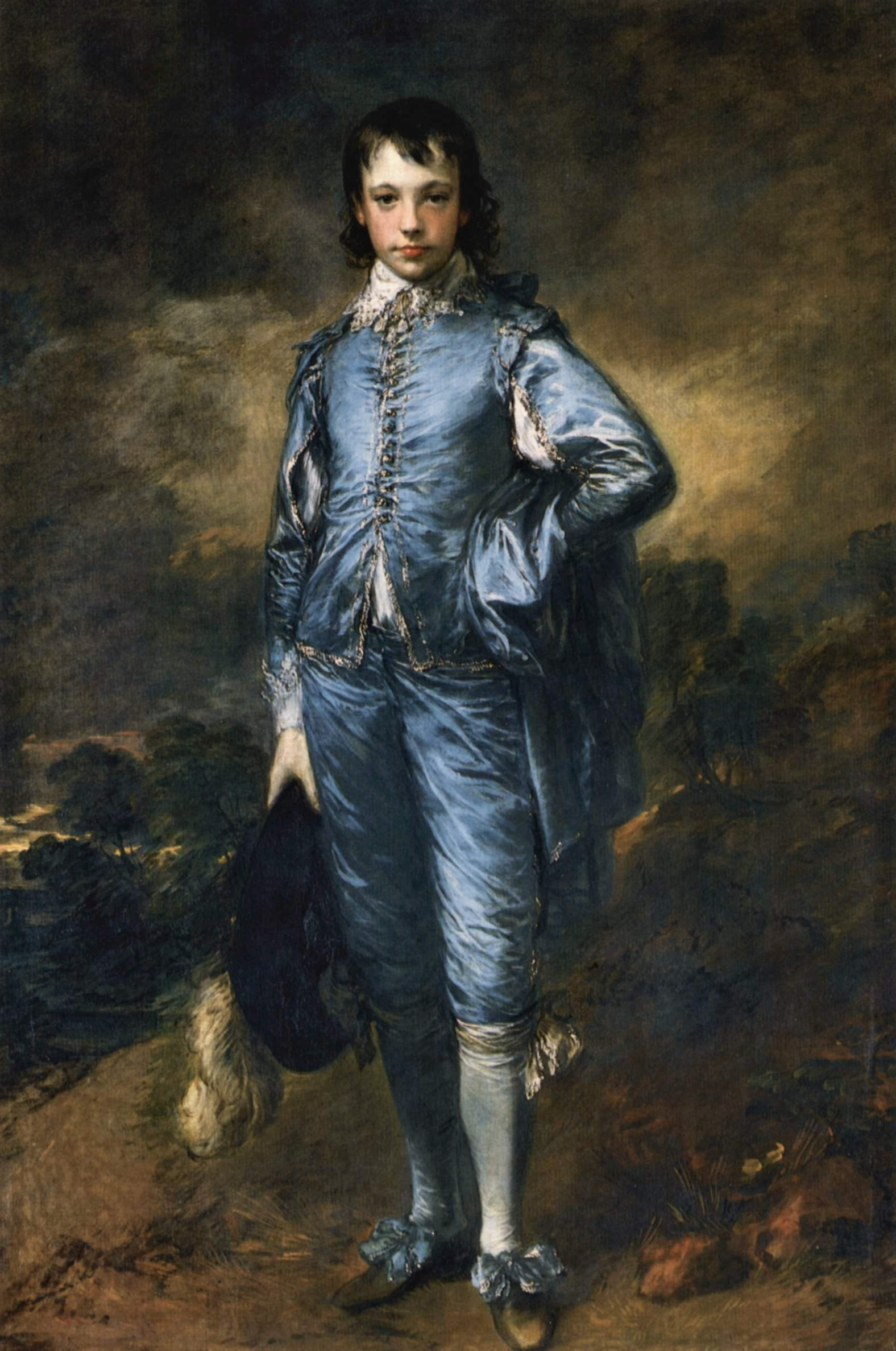
The Blue Boy por Thomas Gainsborough.

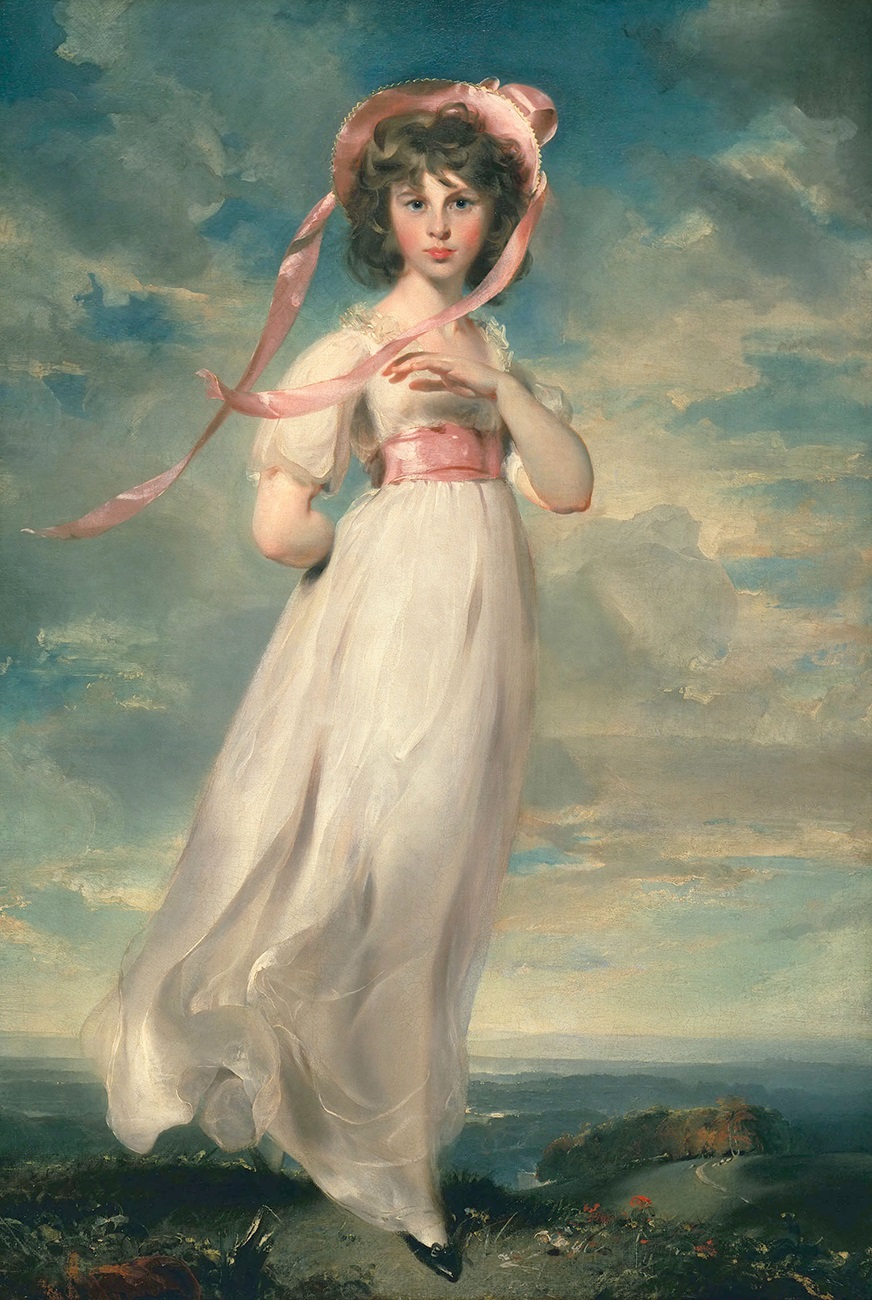
Sarah Barrett Moulton: "Pinkie" por Thomas Lawrence.

La biblioteca contiene una extensa colección de libros y manuscritos que no se encuentran fácilmente, incluyendo una Biblia de Gutenberg, el Manuscrito Ellesmere de Chaucer, y miles de documentos históricos sobre Abraham Lincoln incluyendo los papeles del guardaespaldas del presidente, Ward Hill Lamon. Los libros y manuscritos de la biblioteca están entre los más utilizados en los Estados Unidos. El sitio posee 6,5 millones de manuscritos y más de un millón de libros poco comunes. Es la única biblioteca en el mundo con los dos primeros actos de Hamlet; tiene el manuscrito de la autobiografía de Benjamin Franklin, los siete primeros esbozos de la obra de Henry David Thoreau Walden, el libro de John James Audubon Birds of America, una colección de manuscritos y primeras ediciones de las obras de Charles Bukowski y muchos otros tesoros.
La biblioteca suele ubicar estos artículos a la vista del público en general; sin embargo, el verdadero uso de la colección está extremadamente restringido, ya que generalmente se requiere al menos un grado doctoral y cartas de recomendación de historiadores reconocidos. No obstante, estas precauciones son entendibles dada la naturaleza delicada y poco común de los materiales. 
La colección de arte consiste en las obras de artistas británicos e ingleses de los siglos XVIII y XIX, y de artistas americanos de los siglos XVIII, XIX y XX, además de exhibiciones aleatorias. Las primeras obras conocidas de la colección son The Blue Boy por Thomas Gainsborough y Sarah Barrett Moulton: "Pinkie" por el pintor Thomas Lawrence.

### Colección de William Morris
En 1999, la biblioteca Huntington adquirió la colección de materiales relacionados con el artista y diseñador William Morris acumulada por Sanford y Helen Berger, comprendida por vidrio soplado, papel pintado, tapices, bordados, dibujos, cerámicas, más de dos mil libros, trabajos originales en madera y los archivos completos de la firma de arte decorativo Morris & Co. y su predecesora Morris, Marshall, Faulkner & Co. Estos materiales formaron la fundación para la exhibición de 2002.

## Jardines botánicos
Los excelentes jardines botánicos de Huntington cubre 120 acres (485,624 m²) y los jardines temáticos contienen plantas de todas partes del mundo. Los jardines están divididos en más de una docena de temas, incluyendo el Jardín Australiano, la Colección de Camelias, el Jardín para Niños, el Conservatorio del Desierto, el Conservatorio para la Ciencia Botánica, el Jardín del Desierto, el Jardín de Hierbas, el Jardín Japonés, Lily Pond, North Vista, el Jardín Palmera, el Jardín de las Rosas, el Jardín Shakespeare, el Jardín Subtropical y Selvático y el Jardín Chino (Liu Fang Yuan 流芳園 o el Jardín de la Fragancia Floral), actualmente abiertos en la parte norte de la propiedad. Además, un amplio campo abierto cubierto con árboles de eucalipto sirve como un "Rincón Australiano". La biblioteca tiene un programa para proteger y propagar las especies de plantas en peligro. En 1999 y 2002, un espécimen del Amorphophallus titanum floreció en el lugar.
El Jardín del Desierto Huntington, una de las mayores y más antiguas colecciones de cactus del mundo, contiene plantas de climas extremos, muchas de las cuales han sido adquiridas por el Sr. Huntington y William Hertrich (el conservador del jardín) en viajes por varios países de América del Norte, Central y del Sur. Siendo uno de los jardines más importantes de Huntington, el Jardín del Desierto, pensado por Hertrich, contiene un grupo de plantas desconocido y no apreciado a principios del siglo XX. 
Los jardines son utilizados frecuentemente como ubicación para películas. Las películas y videos musicales que han sido filmados allí son:
- Mame (1974)
- Only Yesterday (Video musical) - Carpenters (1975)
- Midway (1976)
- Beverly Hills Cop 2 (1987)
- El video musical de "Ordinary World" por Duran Duran (1993)
- Indecent Proposal (1993)
- Beverly Hills Ninja (1997)
- Mystery Men (1999)
- Charlie's Angels (2000)
- The Wedding Planner (2001)
- The Hot Chick (2002)
- S1m0ne (2002)
- Anger Management (2003)
- Intolerable Cruelty (2003)
- Starsky & Hutch (2004)
- Memoirs of a Geisha (2005)
- Serenity (2005)
- Ned's Declassified Field Trip, el episodio final de Ned's Declassified School Survival Guide (2007)
- National Treasure: Book of Secrets (2007), usado como el jardín de rosas de la Casa Blanca.
- CSI Miami You May Now Kill the Bride (2008)